# ピンクパンサー (犯罪組織)
ピンク・パンサー（Pink Panthers）は、ヨーロッパを拠点とし、世界各地でダイヤモンドなどの宝石類の窃盗を行う国際犯罪組織。
旧ユーゴスラビア難民、南部（セルビア軍出身者）を中心に組織され、200人程のメンバーが存在しており、10年間で128億円超の被害を出している。組織の名前は、盗まれたダイヤモンドがメンバーの恋人が使っていた化粧瓶の中にあった事が、映画『ピンク・パンサー』のワンシーンと同じであった事に由来し、ロンドン警視庁から派遣された国際刑事警察機構（ICPO）の捜査員が名付けたといわれる。また彼らの特徴として、非常に巧妙な手口で、今まで殺人は一度も犯していない事が知られる。加えて、警察に捕まった仲間を助ける事も知られている。

## 日本とのかかわり合い
日本でも2004年3月に東京・銀座の高級宝石店を2人組で襲い、総額約35億円の宝石を奪ったほか、2007年6月にも同じく銀座の宝石店で2人組が、従業員に軽傷を負わせたうえで2億8400万円相当のティアラ・ネックレスを盗んでいる。
後者の事件に関しては2009年2月に日本の警視庁がモンテネグロ国籍の容疑者2人について、ICPOを通じて国際手配。またモンテネグロ政府に対して、現地の法律で処罰する代理処罰も要請した。
容疑者のうちの1人は2009年3月29日に偽造旅券でキプロスから出国しようとしたところを逮捕され、スペインで起きた強盗事件の容疑者としてスペインに強制送還されたのちに2010年8月14日に日本に引き渡され、1審で懲役10年の判決を受けている。ピンクパンサーのメンバーが日本に引き渡された初のケースであった。
また、もう1人の容疑者についても、別の強盗事件に絡みスペインで身柄を拘束され、2012年5月18日には銀座の事件に関してモンテネグロの司法当局に身柄を引き渡されている。今後は同国において司法手続きが進められる見込みとなっている。検察側は裁判の冒頭陳述で、リファト被告と共犯の別のモンテネグロ人の男が変装し、客を装って入店したと主張。「共犯者が店員に催涙スプレーを吹きつけ、リファト被告がショーケースをこじ開けてティアラを奪った。犯行時間は30秒だった」などと指摘した。